# Třída CVX
Třída CVX (původně třída LPX-II) modernizační program námořnictva Korejské republiky na stavbu lehké letadlové lodě. Kromě vrtulníků má plavidlo provozovat bojové letouny F-35B Lightning II typu STOVL. V případě uskutečnění programu to bude první jihokorejská letadlová loď.

## Pozadí vzniku
Vývoj vrtulníkové výsadkové lodě, schopné nést i bojové letouny, je reakcí Jižní Koreje na rozvoj námořnictva Čínské lidové osvobozenecké armády a Japonských námořních sil sebeobrany, patřících ke státům, se kterými země vede územní spory. První informace o programu byly zveřejněny v roce 2019. Původní označení LPH-II a LPD-II náležející nosičům vrtulníků bylo později změněno na CVX, tedy letadlovou loď. Prostředky na stavbu plavidla byly začleněny do vojenského rozpočtu na období 2021–2025. V říjnu 2019 byla vývojovými pracemi pověřena společnost Hyundai Heavy Industries (HHI). Dokončení plavidla je plánováno přibližně v letech 2030–2033.
Roku 2021 na veletrhu MADEX představily své projekty letadlové lodě CVX jihokorejské loděnice HHI a Daewoo Shipbuilding and Marine Engineering (DSME). Program CVX provázejí spory o financování a škrty. Námořnictvo proto na jeho podporu nasadilo i public relations kampaň.
Na konci roku 2023 byl další osud programu nejasný. Vládní návrh rozpočtu neobsahoval prostředky na program CVX. Střednědobý plán námořnictva na roky 2024–2028 sice uvádí, že program CVX pokračuje, avšak s dovětkem, který stanoví další diskusi na základě výsledků probíhajícího výzkumu, jehož výsledky se očekávají na začátku roku 2024. Mezi zkoumané otázky patří prozkoumání proveditelnosti a nákladů vývoje palubní verze domácího bojového letounu KAI KF-21N.

## Konstrukce
Plavidlo bude mít klasické uspořádání s průběžnou letovou palubou a ostrovem na pravoboku. Nést má až 20 bojových letounů F-35B, popřípadě neupřesněný počet vrtulníků. Na rozdíl od třídy Dokdo nebude vybavena zaplavitelným dokem pro vyloďovací prostředky. K blízké obraně budou sloužit kanónové komplety LIG Nex1 CIWS-II.